# Éditions Oxus
 (septembre 2024).
Si vous disposez d'ouvrages ou d'articles de référence ou si vous connaissez des sites web de qualité traitant du thème abordé ici, merci de compléter l'article en donnant les références utiles à sa vérifiabilité et en les liant à la section « Notes et références ».
Les éditions Oxus étaient une maison d'édition française fondée en 2003 et publiant des ouvrages sur la religion, la spiritualité, les civilisations et la mythologie. 
C'est un département de la société Piktos (siren 504-331-943) Esqualens.
En 1979 est créée la société Philippe Lebaud Editeur (siren 317-191-856). Les actifs ont été repris par la société : Oxus.
Oxus propose un catalogue de 100 titres, avec une dizaine de nouveautés par an, une collection "Les Roumains de Paris", dirigée par Basarab Nicolescu et une collection "A la rencontre de...", dirigée par Alexis Lavis.

## Auteurs publiés
- Père François Brune
- Joseph Campbell
- Michel Cazenave
- Jean-Emmanuel Ducoin
- Selim Haïssel
- Marc Halévy
- Victor Hugo
- Jacques Lacarrière
- Thierry Wirth